# Sékou Mara
Sékou Mara (ur. 30 lipca 2002 w Paryżu) – francuski piłkarz występujący na pozycji napastnika we angielskim klubie Southampton. Młodzieżowy reprezentant Francji